# Андрей Алтъпармаков
Андрей Антонов Алтъпармаков е български режисьор и продуцент.

## Биография
Роден е на 9 януари 1949 г. в София. Завършва „Режисура на документалното кино“ при проф. И. Копалин във ВГИК, Москва през 1972 г.
Член на Съюза на българските филмови дейци и на Съюза на българските журналисти.
Умира на 25 юни 2012 г. в София.

## Творчество
Огромен е изследователският принос на Андрей Алтъпармаков за делото на Васил Левски във филмите „За Левски“, „Достойно есть“, „Забравените пътища на Апостола“, „Левски пред съда на Портата на историята“ и др.
Филмът „Заложници“ е създаден по сценарий на журналистката Велислава Дърева и пресъздава събитията около българските медици в Либия.

„Обичам не ситуациите, а героите – личностите. Затова и почти всичките ми документални филми са за такива фигури. Имам няколко филма за Васил Левски, Христо Ботев, Иван Вазов, Тодор Каблешков. Съжалявам само, че не успях да снимам филма си за Каравелов.“, казва той на интервю за вестник Стандарт „За хората“ 2010 г.
В много от тези филми той работи заедно с брат си оператора Стефан Алтъпармаков.

## Филмография
Режисьор
Режисьор на повече от 65 документални филма за киното и телевизията, сред които:
- 1972 г. – „Сестри Миланови, Опазване на природата”
- 1974 г. – „Деца ли?”, „Пречистване“
- 1975 г. – „Жената и борът“, „Дъбът“
- 1981 г. – „Захарий Жандов – опит за портрет“
- 1982 г. – „Солидарност“
- 1980 – 1985 г. – Документална поредица от шест филма за конкурсите за мемориален комплекс „Васил Левски“ в Карлово
- 1987 г. – „За Левски“ – две части
- 1988-1989 г. - "По националните туристически обекти" - поредица от шест филма за обучението в училищата.
- 1992 г. – „Св. Иван Рилски“
- 1996 г. – Шест филма за Априлското въстание – БНТ
- 1997 г. – „Левски пред съда на Портата и на историята“
- 1997 г. – „Христо Ботев“
- 1998 г. – „Тодор Каблешков“
- 1999 г. – „Чуква шести септември“
- 2000 г. – „Ние, долуподписаните“ / Захарий Стоянов
- 2001 г. – „И мойте песни все ще се четат“/Ив. Вазов
- 2002 г. – „Любовна история от миналия век“
- 2003 г. – „Служебен защитник“/Илия Цанов
- 2007 г. – „Далматинци под знамето на Бенковски“
- 2007 г. – „Миньори“
- 2009 г. – „Имигранти“
- 2009 г. – „Заложници“ и още много други.

Продуцент
- „Левски пред съда на портата и на историята“
- „И помни любящия те Христа“
- „Ние, долуподписаните“
- „И моите песни все ще се четат“
- „Любовна история от миналия век“
- „Шекспир по балкански“
- „Славата на България“ – игрална новела
- „Ние, от випуск 1950“
- „Едно пътуване до хоризонта“- игрална новела
- „ЗИРО“ – анимация
- „Далматинци под знамето на Бенковски“
- „Миньори“
- „План за отмъщение“ – игрална новела
- „Отрова за мишки“ – игрален
- „В сенките на август“ – игрален

Актьор
- „Рицарят на бялата дама“ (1982), 3 серии

## Отличия и награди
- Наградата на кинокритиката на фестивала Златен ритон, Пловдив, 2003 г. за филма „И моите песни все ще се четат“.
- Наградата на БНТ за най-добър документален филм на фестивала Златен ритон, Пловдив, 2005 г. за филма „Служебен защитник“
- Наградата на ИАНФЦ за продуцентство на фестивала Златен ритон, Пловдив, 2005 г.
- Почетен диплом за документалния филм „Миньори“ – Златен ритон, Пловдив, 2007 г.
- Награда за дебют на фестивала Златна роза, Варна, 2008 г. за филма „План за отмъщение“
- Награда за дебют на СБФД на фестивала Златна роза, Варна 2008 г. за филма „План за отмъщение“
- Награда за дебют на международния кинофестивал „Европа е тук“, Пловдив 2009